# Johannes Bernhard Brinkmann

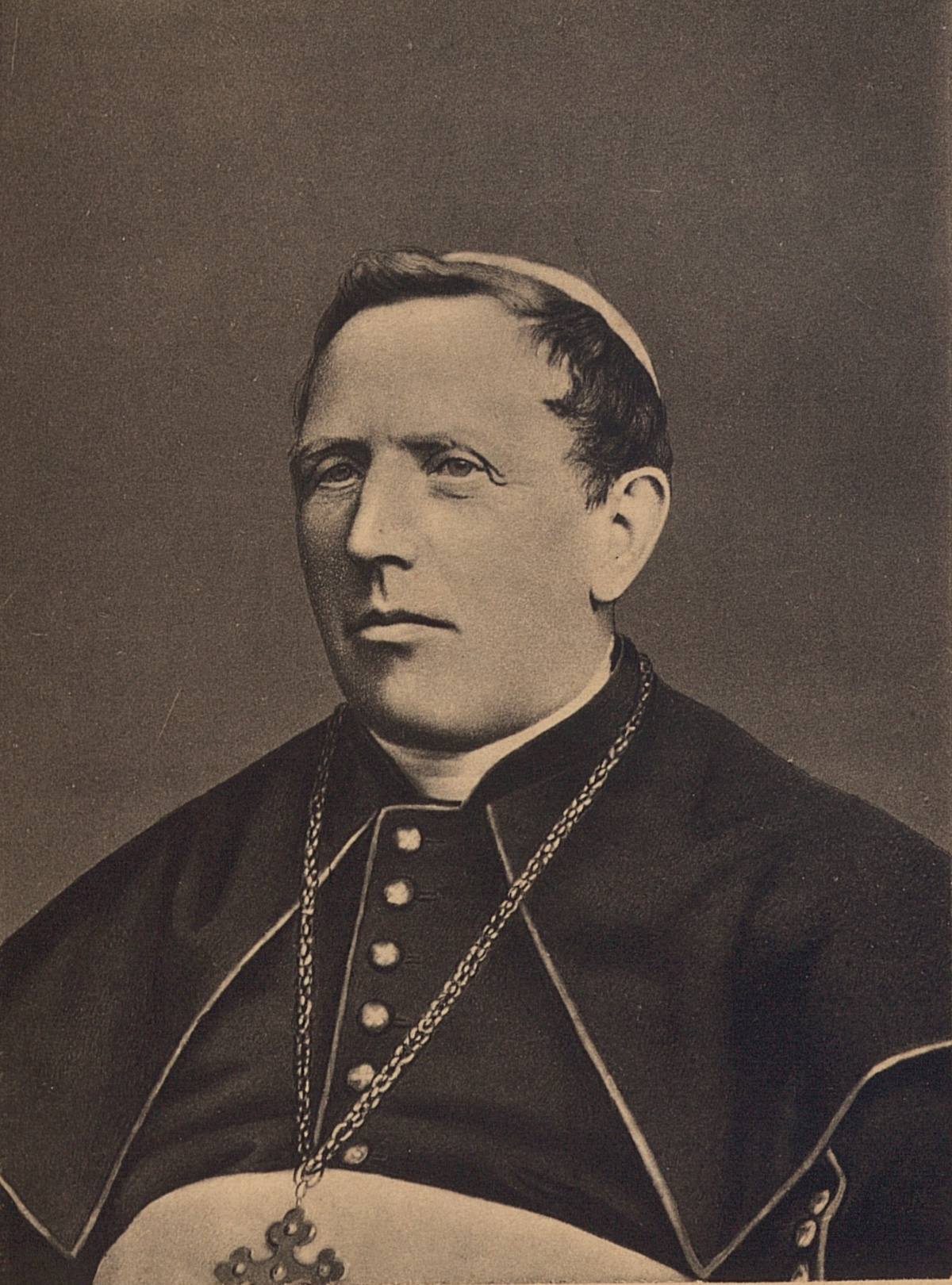
Bischof Johannes Bernhard Brinkmann

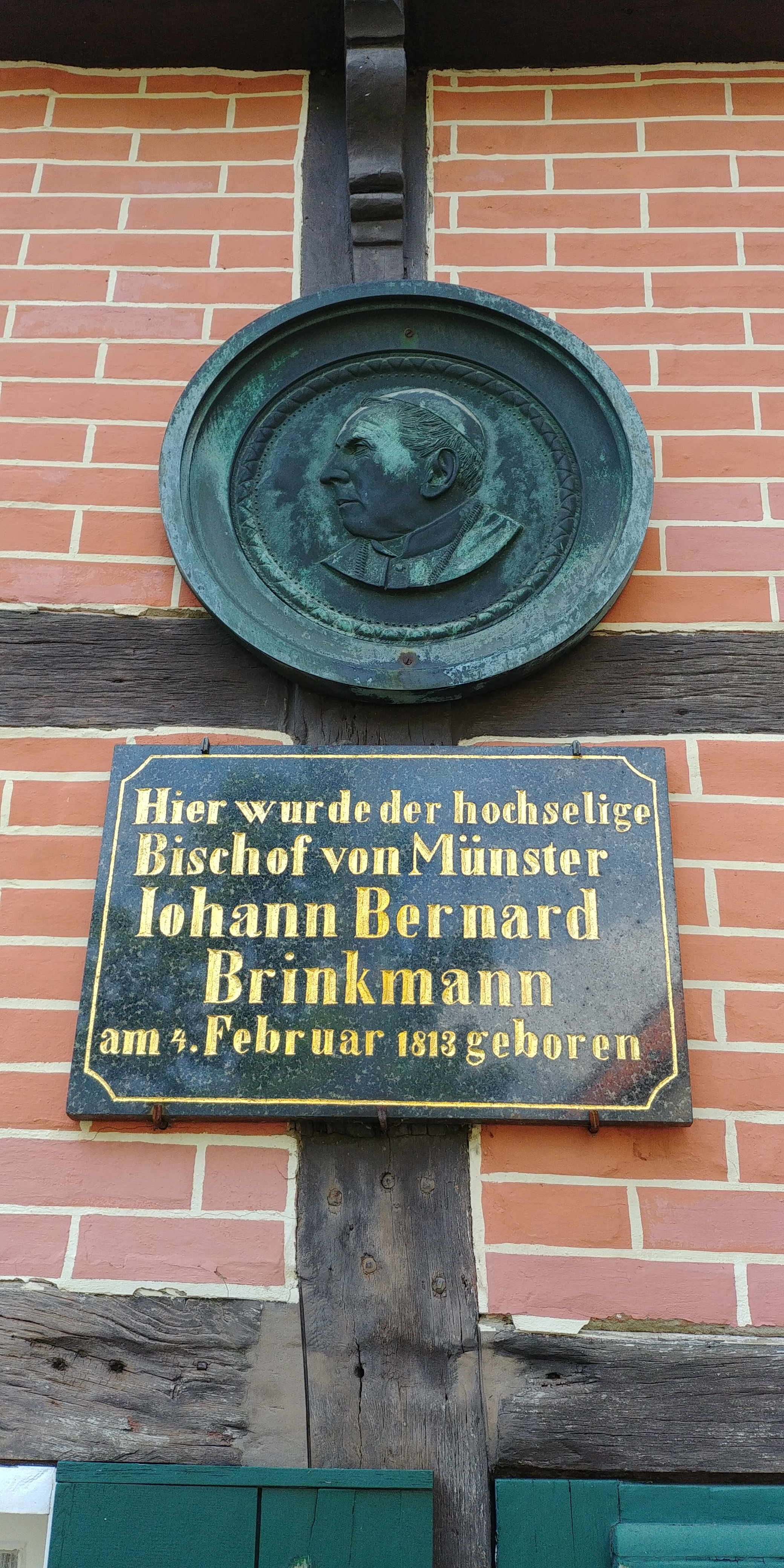
Gedenktafel am Geburtshaus

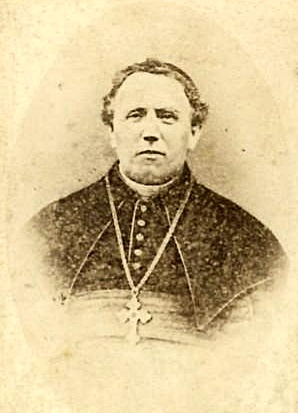
Bischof Johannes Bernhard Brinkmann

Johannes Bernhard Brinkmann, auch Johann Bernhard Brinkmann (* 4. Februar 1813 in Everswinkel; † 13. April 1889 in Münster) war ein deutscher römisch-katholischer Theologe und Bischof von Münster.

## Leben
Sein Geburtshaus, das „Bischofshäuschen“, steht noch in Everswinkel an der Westseite der St.-Magnus-Kirche. Auf Wunsch des Vaters sollte der einzige Sohn nach dem Besuch der Volksschule das Drechslerhandwerk erlernen. Doch Johann Bernhard widersetzte sich, wie auch dem Kriegsdienst.
Brinkmann durchlief nach Theologiestudium und Priesterweihe 1839 eine geradlinige Karriere. Dreizehn Jahre war er Kaplan in Beckum und von 1854 bis 1858 Rektor der Marienwallfahrt in Kevelaer, wo er die Weltpriesterkongregation von Kevelaer gründete. 1857 wurde er Generalvikar des Bistums Münster und 1870 zu dessen Bischof gewählt. Die Bischofsweihe spendete ihm am 4. Oktober 1870 der damalige Erzbischof von Köln und spätere Kardinal Paulus Melchers.
Im Verlauf des Kulturkampfes wurde er 1875 von Preußen wegen Verstößen gegen die Kulturkampfgesetze für abgesetzt erklärt und angeklagt. Er kam seiner Absetzung zuvor, indem er ins Exil in die Niederlande ging und unter anderem Namen dort und in Leuth nahe der niederländischen Grenze im Pfarrhaus der Pfarrgemeinde Sankt Lambertus lebte.
Er behielt über seine Vertrauensleute (z. B. den ebenfalls abgesetzten Landrat von Münster Heinrich von Droste zu Hülshoff) indirekt Einfluss auf das Geschehen in seiner Diözese. Erst im Zuge der Aufhebung der Kulturkampfgesetze und nach neun Jahren Verbannung kehrte Bischof Brinkmann 1884 nach Münster zurück und erhielt dort als „Bekennerbischof“ einen triumphalen Empfang. Rund 30.000 Menschen versammelten sich vor dem Westportal des Domes, um seinen Segen zu empfangen. Er starb nach kurzem Krankenlager 1889 und wurde im Chor des Domes von Münster bestattet.

## Erinnerung

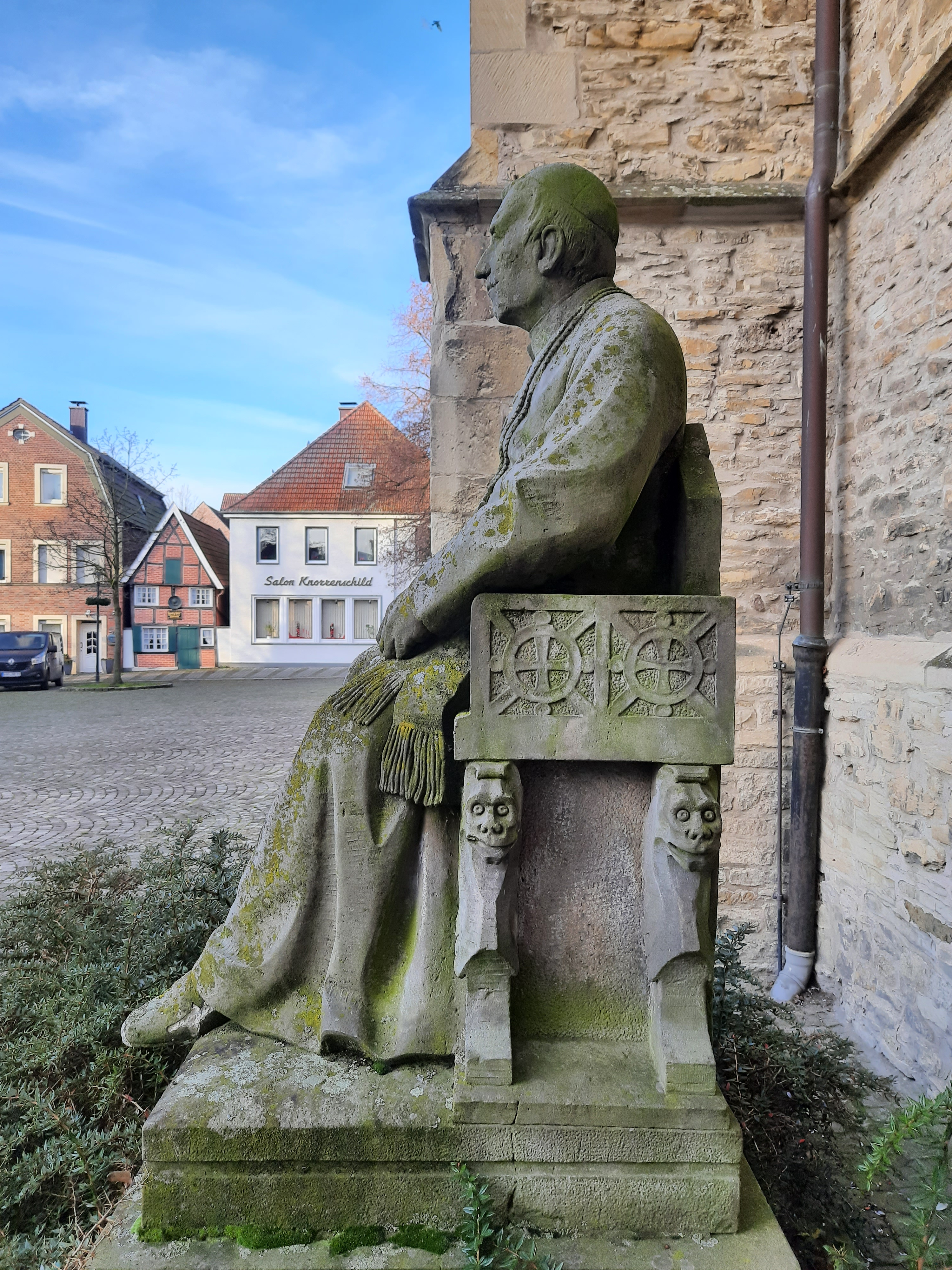
Denkmal auf dem Kirchplatz von Bildhauer August Schmiemann (1913)

In Everswinkel steht ein Denkmal für Bischof Brinkmann auf dem Kirchplatz von St. Magnus. Das zum 100-jährigen Geburtstag des Bischofs im Jahre 1913 vom Bildhauer August Schmiemann geschaffene Denkmal stellt den Bischof im Ornat auf dem Bischofsstuhle sitzend in Lebensgröße da.